# Parlamentswahl in Lesotho 1998
Die Parlamentswahl in Lesotho 1998 fand am 23. Mai im Königreich Lesotho statt. Gewählt wurde die Nationalversammlung, die den Premierminister und damit die Regierung wählt. Die Verteilung der 80 Mandate wurde nach dem Mehrheitswahlrecht bestimmt.

## Ausgangslage
Bei den letzten Wahlen 1993 hatte die Basutoland Congress Party (BCP) unter Ntsu Mokhehle alle 65 Mandate gewonnen. 1994 war die Regierung unter Mokhehle rund vier Wochen lang durch Putschisten entmachtet. 1997 hatte Mokhehle mit rund zwei Dritteln der Abgeordneten die BCP verlassen und den Lesotho Congress for Democracy (LCD) gegründet. Mokhehle zog sich zum Ende der Legislaturperiode aus Altersgründen zurück. Für den LCD trat Bethuel Pakalitha Mosisili als Spitzenkandidat an.
836.516 Wahlberechtigte wurden vor den Wahlen registriert.

## Ablauf
Zur Wahl standen Kandidaten von zwölf Parteien sowie Unabhängige. Die Wahl fand am 23. Mai 1998 (Sonnabend) in 79 Wahlkreisen statt. Im Wahlkreis Moyeni war wegen des Todes eines Kandidaten eine Nachwahl erforderlich, die am 1. August 1998 stattfand.

## Ergebnis
584.740 Personen (69,7 % der Wahlberechtigten) – ohne die Wähler bei der Nachwahl – nahmen an der Wahl teil. Der LCD erhielt dank des Mehrheitswahlrechts 79 Sitze (darunter einen bei der Nachwahl), die Basotho National Party (BNP) einen Sitz. Der LCD erhielt dabei 60,6 % der Stimmen, die BNP 24,2 %, die BCP 10,6 %, die Marematlou Freedom Party (MFP) 1,3 % und sonstige Parteien und Unabhängige 3,1 %.
Die Wahlen wurden von unabhängigen Beobachtern als frei und fair anerkannt. Mosilisi wurde vom Parlament als neuer Premierminister gewählt.

## Folgen
Nach den Wahlen 1998 gab es eine Verfassungskrise, die von einigen unterlegenen Oppositionsparteien initiiert worden war und in deren Verlauf die öffentliche Ordnung zum Erliegen kam. Erst mit dem Einsatz südafrikanischer und botswanischer Truppen, der Operation Boleas, konnte die demokratisch gewählte Regierung wieder eingesetzt werden. In der Folge wurde die Interim Political Authority (IPA, etwa „Politisches Übergangsgremium“) gebildet, die von je zwei Repräsentanten der zwölf Parteien besetzt war und in der Folge ein neues Wahlrecht verabschiedete, das bis heute aus einem kombinierten Mehrheits- und Verhältniswahlrecht besteht.